# Zerka Toeman Moreno
Zerka Toeman Moreno, née le 13 juin 1917 à Amsterdam et morte le 19 septembre 2016  à Rockville, Maryland. Elle est psychothérapeute américaine d'origine néerlandaise et cocréatrice du psychodrame et pionnière de la sociométrie. Elle est proche collaboratrice puis conjointe de Jacob Levy Moreno. 

## Biographie

### Enfance
Céline Zerka Toeman est née à Amsterdam le 13 juin 1917. Ses grands-parents paternels sont des négociants en grains qui, comme beaucoup d'autres familles juives de l'époque, quittent Varsovie pour se rendre en Angleterre alors que le père de Zerka, Joseph Toeman (1887-1956), n'est encore qu'un enfant. Sa mère, Rosalia Gutwirth (1890-1969), est d'Europe de l'Est.
C'est aux Pays-Bas que Zerka, benjamine d'une famille de quatre enfants, passe la première partie de sa vie. Ses frères et sœurs sont Sabine (née en 1912), Rudolph (1913-1992) et Charles (1916-1990). 
En 1931, alors que Zerka a quatorze ans, ses parents déménagent à Londres pour retrouver le reste de la famille de son père. Elle y termine ses études secondaires, puis étudie l'art et le stylisme. En 1939, elle traverse l'Atlantique pour la première fois et arrive aux États-Unis avec des amis de la famille. En 1941, elle peut emmener sa sœur aînée de Belgique à New York, afin de suivre un traitement pour la maladie mentale de sa sœur [réf. souhaitée].

### Carrière
La contribution de Moreno au domaine de la psychothérapie de groupe et du psychodrame commence dès sa rencontre avec Jacob Moreno. Dans l'année qui suit leur rencontre, ils fondent ensemble l'Institut sociométrique sur Park Avenue, à New York.
Moreno est l'une des cofondatrices de l'Association internationale pour la psychothérapie de groupe (International Association for Group Psychotherapy and Group Processes (IAGP)).
Moreno est la cocréatrice du psychodrame et la partenaire de J.L. Moreno pendant plus de trente ans, jusqu'à la mort de celui-ci en 1974.
Moreno meurt à Rockville, Maryland, le 19 septembre 2016, à l'âge de 99 ans.

## Fondation Zerka T. Moreno pour l'éducation et la formation
La Fondation Zerka T. Moreno est impliquée dans l'exploration de la théorie morénienne, qui examine la dynamique complexe de l'interaction humaine. Moreno a joué un rôle important dans l'élaboration des activités de la fondation concernant le psychodrame et la psychothérapie de groupe. La fondation s'engage dans diverses initiatives, notamment des programmes de formation, de recherche et d'éducation menés dans divers endroits tels que l'ouest du Massachusetts, l'université Lesley à Cambridge et le Portugal. En tant qu'organisation à but non lucratif, la fondation s'efforce de faire progresser la compréhension dans ces domaines.